# Coenocyathus
Coenocyathus is een geslacht van neteldieren uit de klasse van de Anthozoa (bloemdieren).

## Soorten
- Coenocyathus anthophyllites Milne Edwards & Haime, 1848
- Coenocyathus bowersi Vaughan, 1906
- Coenocyathus brooki Cairns, 1995
- Coenocyathus caribbeana Cairns, 2000
- Coenocyathus cylindricus Milne Edwards & Haime, 1848
- Coenocyathus goreaui Wells, 1972
- Coenocyathus humanni Cairns, 2000
- Coenocyathus parvulus (Cairns, 1979)